# Kokoro Library
Kokoro Library (ココロ図書館 Kokoro Toshokan) er en mangaserie i tre bind lavet af Nobuyuki Takagi 2001 – 2002.
Serien er omsat af Studio DEEN til en animeserie i 13 afsnit, der udsendtes første gang 12. oktober 2001 – 28. december 2001. 

## Plot
Kokoro Bibliotek er et middelstort bibliotek med alt, hvad man kan begære af et sådan bortset fra lånere. For biblioteket ligger på en bjergtop i omgivelser, der ganske vist er naturskønne men så langt fra alfarvej, at der som oftest går flere dage mellem lånerne.
Biblioteket drives af de tre søstre Iina, Aruto og Kokoro. Deres mor døde umiddelbart efter Kokoros fødsel og faderen, der byggede biblioteket, kort efter. Nu er Kokoro så blevet så stor, at hun er kommet i lære for at blive bibliotekar lige som sine søstre. Kokoro er lærenem og entusiastisk men går ikke altid den regelrette vej, hvilket sammen med forskellige af livets små og store overraskelser fører en række historier med sig. Men som det refereres til i animeserien, så er Kokoro Bibliotek "stedet hvor mirakler sker", hvilket de tre søstre får bekræftet flere gange.

## Figurer
- Kokoro (こころ, Kokoro) er hovedpersonen og den yngste af de tre søstre. Hun er en livlig og entusiastisk pige og selv om evnerne ikke altid slår til gør hun sit bedste for at hjælpe lånerne. Ja hun går endda så langt som til selv hente bøger hos folk der ikke har afleveret dem rettidigt. Hun kan godt lide at læse, især Himemiya Kirin romaner og nyder at vande blomster i det hun laver regnbuer når hun svinger med vandkanden. 
Kokoro har rød uniform og langt gråt hår.
- Iina (いいな, Iina) er den ældste søster. Hun er glad for at tage billeder, især af Kokoro, som hun bekymrer sig meget om og nærmest forguder, ja hun sover endda med en Kokoro-dukke. Hendes realitetsfornemmelse og evne til at køre bil lader dog noget tilbage at ønske, men til gengæld er hun dygtig med computer. 
Iina har blå uniform og langt brunt hår.
- Aruto (あると, Aruto) er den mellemste søster. Hun er en dygtig kok men gør sig ellers især bemærket ved at kunne sove hvor som helst. Hvad hendes søstre ikke ved er, at hun om natten skriver romaner under pseudonymet Himemiya Kirin, en forfatter hendes søstre er vilde med. 
Aruto har sort uniform, kort sort hår og briller. Som Himemiya Kirin har hun en lang blond paryk på.

- Akaha Okajima (岡嶋朱葉, Okajima Akaha) er Kokoros veninde og en af bibliotekets få lånere. En lidt mut men sød og hjælpsom pige der kan lide at læse.
- Midori Okajima (岡嶋みどり, Okajima Midori) er Akahas mor og ligeledes låner og en ven af søstrene.
- Sarara Saeki (佐伯さらら, Saeki Sarara) er Arutos redaktør og sørger for at holde hende i ilden, når udgivelsesterminerne presser sig på.
- Kitt er Kokoros kat, der jævnligt er med i baggrunden.

### Figurer der kun optræder i mangaserien
- Elena Du Font er en venlig spøgelsespige, der har været på stedet, fra før biblioteket blev bygget.
- Saeko Kubota er en besøgende forfatter, der er mere optaget af at elske først Kokoro og dernæst Akaha end sin termin.

### Figurer der kun optræder i animeserien
- Jun Uezawa (上沢純, Uezawa Jun) leverer bøger til Kokoro Bibliotek. Han har et godt øje til Iina men er ikke god til at udtrykke sine følelser. Hans venlighed bliver flere gange misforstået og han har det med at havne i akavede situationer.
- Hikari Inoue (Inoue Hikari) er en pige, der bliver sendt i lære på biblioteket, da hendes mor skal på hospitalet. Først indesluttet og afvisende men åbner efterhånden op.
- Marie Momochi (百千万理恵, Momochi Marie) er byens flotte nye kvindelige borgmester. Hun besøger biblioteket for personligt at meddele, at tilskuddet til vil blive stoppet.

- Jordi San (サン・ジョルディ, San Jorudi) var pigernes far. Han kom til byen under krigen, hvor han lærte pigernes senere mor Kokoro Shindo at kende. Han var en idealistisk mand, der hellere ville folk godt end ondt. Og selv om kammeraterne rystede lidt på hovedet af ham, gav det ham deres respekt såvel som ham selv og det bibliotek, han byggede, mange venner.
- Kokoro Shindo (進藤ココロ, Shindō Kokoro) var pigernes mor. Hun var sygeplejeske i byen under krigen, hvor hun mødte Jordi San. Efter krigen mødtes de igen, og hun inspirerede ham til at bygge biblioteket. Han døbte det spontant Kokoro, der betyder hjerte men som også viste sig at være hendes navn.

- Funny Tortoise Thief ( ファニートータス, Fanī Tōtasu) (rigtige navn Kameyan Aigame) er en notorisk tyv, som politiet gerne vil have fat i. Men han er en mester i forklædninger og undslipper nemt i sin varmluftsballon. Men han er også godhjertet og kommer Kokoro og hendes søstre til hjælp et par gange.
- Inspektør Kajihara (梶原警部, Kajihara-keibu) er udsendt af Interpol i jagten på Funny Tortoise Thief og assisteres af en større gruppe kvindelige betjente deri. Må trods sin overmistænksomhed se byttet slippe sig af hænde.
- Sergent Momochi var leder af den lille grupper soldater i byen under krigen. Hans soldater var Jordi San, den senere Funny Tortoise Thief, den senere Inspektør Kajihara og Jun Uezawas far Uezawa (上沢, Uezawa). Selv blev han far til Marie Momochi.

## Mangaserien
De tre mangabind er hovedsageligt opbygget af skiftevis 4 siders farvelagte historier og 4-6 siders sort/hvide historier. De beskæftiger sig livets små og store oplevelser, årets gang og de tre søstres forhold til hverandre.
Serien er ikke udsendt på dansk, men Egmont Manga & Anime har udsendt en tysk oversættelse (nu udgået af programmet).

## Animeserien
Animeserien adskiller sig væsentligt fra sit forlæg. De 24 minutter lange afsnits historier er nye, men flere af de små mangahistorier er dog medtaget rundt omkring. Der er dog også blevet plads til mere alvorlige historier ikke mindst i afsnit 11, hvor der berettes om en krig. Derudover er tilføjet en række nye figurer.

### Japanske stemmer
- Chiwa Saito – Kokoro
- Miyuki Sawashiro – Iina, Kokoro Shindo
- Yumi Ichihara – Aruto
- Shinichiro Miki – Jun Uezawa, Uezawa
- Tomoko Kaneda – Akaha Okajima
- Satomi Koorogi – Hikari Inoue, Akari Inoue
- Susumu Chiba – Jordi San
- Keiji Fujiwara – Funny Tortoise Thief
- Kenichi Suzumura – Kameyan Aigame
- Fumihiko Tachiki – Inspektør Kajihara
- Yumi Touma – Marie Momochi
- Kôzô Shioya – Sergent Momochi

### Afsnit
| # | Titel                                               |  |
| --- | --------------------------------------------------- |  |
| |                                                     |  |
| 01 | "I'll Become a Librarian" (司書になります)          |  |
| Det er Kokoros første dag som bibliotekar, og hun har sin første låner, Kaede Hoshino. Men da Hoshino ikke afleverer den lånte bog, tager Kokoro af sted for at hente den.                                                           |                                                     |  |
| 02 | "What can I do at this Moment" (今の私にできること) |  |
| Bibliotekets i forvejen lave lånertal er støt faldende. Kan en reklamekampagne vende bøtten, og kan mirakler virkelig ske? |                                                     |  |
| 03 | "The Secret of Ms. Kifin" (内緒のきりん先生)        |  |
| Himemiya Kirins redaktør Sarara Saeki arrangerer, at Kirin skal besøge Kokoro Bibliotek til Kokoros og Iinas glæde og Arutos fortrydelse.                                                                                            |                                                     |  |
| 04 | "A Librarian's Motto" (司書のモットー)              |  |
| De tre piger tager på sommerferie - til et andet bibliotek ved havet. Her lærer Kokoro pigen Misato Fukami at kende, som ikke må forlade sit hjem.                                                                                   |                                                     |  |
| 05 | "The Targeted Library" (狙われた図書館)             |  |
| Funny Tortoise Thief vil stjæle en bog fra biblioteket. Inspektør Kajihara og hans betjente er på sagen, men tyven er en mester i forklædninger.                                                                                     |                                                     |  |
| 06 | "The Comparoid Librarian" (コンパロイドの司書)      |  |
| Kokoro kommer på bibliotekarkursus i en større by. Hendes værelseskammerat viser sig at være June, en bibliotekarrobot, kaldet comparoide.                                                                                           |                                                     |  |
| 07 | "The Day Kokoro is Gone" (こころがいない日)         |  |
| Mens Kokoro er på kursus, savner Iina hende forfærdeligt og forestiller sig det værste til Arutos stadig større frustration. |                                                     |  |
| 08 | "I Want to See My Mom" (お母さんに逢いたい)         |  |
| Pigen Hikari Inoue bliver sendt i lære på Kokoro Bibliotek, mens hendes mor er på hospitalet. Men Hikari er indesluttet og savner sin mor.                                                                                           |                                                     |  |
| 09 | "A Miracle" (奇蹟)                                  |  |
| Hikari er begyndt at live op, men hendes sind formørkes atter af nyheden om, at hendes mor skal opereres. Men mirakler kan stadig ske.                                                                                               |                                                     |  |
| 10 | "The Library May Disappear" (図書館がなくなる)      |  |
| Den nye borgmester besøger biblioteket og får en varm velkomst, men stemningen skifter brat, da hun meddeler, at tilskuddet til biblioteket vil stoppe.                                                                              |                                                     |  |
| 11 | "Joldy's Diary" (ジョルディの日記)                  |  |
| Kokoro læser sin fars dagbog om oplevelserne under krigen, hvordan byen blev reddet og mødet med pigernes mor - og bøgerne. |                                                     |  |
| 12 | "Kokoro Aruto Iina" (こころ あると いいな)          |  |
| Kokoro prøver at bevare optimismen, men med lukningstruslen er det svært. Men en nattebesøgende kanin giver hende noget at tænke over, og næste morgen sætter hun kurs mod byen med dagbogen i hænderne for at omvende borgmesteren. |                                                     |  |
| 13 | "Kokoro Library's Winter" (ココロ図書館の冬)        |  |
| Det er vinter og ved juletid drukner biblioteket i sne. Indespærringen og manglen på varme lokker dårlige følelser frem såvel som hjertevarme minder.                                                                                |                                                     |  |